# 3rd Degree (Johnny Winter)
3rd Degree è un album di Johnny Winter, pubblicato dalla Alligator Records nel 1986.
Il disco fu registrato agli Streetville Studios di Chicago, Illinois (Stati Uniti).

## Tracce
Lato A
1. Mojo Boogie – 4:52 (J.B. Lenoir)
2. Love, Life and Money – 5:20 (Henry Glover, Julius Dixon)
3. Evil on My Mind – 2:20 (Johnny Winter)
4. See See Baby – 3:09 (Freddie King, Sonny Thompson)
5. Tin Pan Alley (Curtis Jones)

Lato B
1. I'm Good – 3:50 (Bill Collins, Bonnie Lee)
2. Third Degree – 6:35 (Eddie Boyd, Willie Dixon)
3. Shake Your Moneymaker – 2:38 (Elmore James)
4. Bad Girl Blues – 4:34 (Memphis Willie B.)
5. Broke and Lonely – 4:52 (Johnny Guitar Watson)

## Musicisti
- Johnny Winter - chitarra elettrica, chitarra national steel, voce
- Ken Saydak - pianoforte
- Dr. John (Mac Rebennack) - pianoforte (brani: A2 e A5)
- Johnny B. Gayden - basso
- Tommy Shannon - basso (brani: A3, B3 e B5)
- Casey Jones - batteria
- Uncle John RED Turner - batteria (brani: A3, B3 e B5)